# بيز بوين
بيز بوين (بالإنجليزية: Piz Buin)‏ هو أحد جبال سلسلة جبال الألب سيلفريتا ويقع في كانتون غراوبوندن في سويسرا. يحتل المرتبة رقم 91 في قائمة جبال سويسرا من حيث الارتفاع، إذ يبلغ ارتفاعه حوالي 3312 متر، بينما يبلغ ارتفاع نتوء الجبل 544 متر، هذا وقد سجل أول وصول لقمة الجبل عام 1865.